# Agnosia (película)
Agnosia es una película del año 2010, dirigida por Eugenio Mira y protagonizada por Eduardo Noriega.

## Argumento
En la Barcelona del siglo XIX, la joven Joana Prats (Bárbara Goenaga) sufre agnosia, una extraña enfermedad neuropsicológica que afecta a su percepción. Aunque sus ojos y sus oídos están en perfectas condiciones, su mente no interpreta bien los estímulos que recibe a través de ellos. Única conocedora de un secreto industrial guardado por su padre, será víctima de un siniestro plan urdido para extraerle esa valiosa información aprovechando su confusión sensorial. Durante el complot, dos personajes cercanos a ella jugarán un papel crucial: Carles (Eduardo Noriega), prometido de Joana y mano derecha de su padre, y Vicent (Félix Gómez), un joven e impulsivo criado de la mansión Prats.

## Reparto
- Eduardo Noriega: Carles Lardín
- Félix Gómez: Vicent
- Bárbara Goenaga: Joana Prats
- Martina Gedeck: Lucille Prevert
- Sergi Mateu: Artur Prats
- Jack Taylor: Meissner
- Luis Zahera: Mariano
- Santi Pons: Comisario Solozábal
- Núria Valls: Teresa
- Miranda Makaroff: Nuria
- Anna Sahun: Marga

- Datos: Q394978